# 秦岭附地菜
秦岭附地菜（学名：Trigonotis giraldii）是紫草科附地菜属的植物，是中国的特有植物。分布于中国大陆的陕西等地，生长于海拔2,400米至2,900米的地区，常生长在山地灌丛、林缘及草坡，目前尚未由人工引种栽培。